# كركي (نخجوان)
كركي (بالإنجليزية: Karki, Azerbaijan)‏ هي أرض مطوقة ومعزولة ومستوطنة تقع في أذربيجان في مقاطعة ساداراك [الإنجليزية].